# باغ کیو-ایواساکی-تئی
باغ کیو-ایواساکی-تئی یکی از پارک‌های توکیو پایتخت ژاپن است.

## رسیدن به پارک
- متروی توکیو، خط چیودا، ایستگاه یوشیما C ۱۳ تا باغ ۳ دقیقه پیاده راه است.
- جی‌آر، خط یامانوته، ایستگاه اوکاچی ماچی تا باغ ۱۵ دقیقه پیاده راه است.